# Remigio Leroy
Remigio Leroy es la primera momia expuesta en el “Museo de las Momias de Guanajuato” y es una de las más populares del museo.

## Historia
Remigio Leroy fue un médico francés muerto en el siglo XIX. En 1865 la ciudad de Guanajuato comenzó a exhumar los cadáveres de aquellos inquilinos cuyas familias no estaban al día con el pago de las tasas por los nichos. El 9 de julio de 1865, Remigio Leroy, al ser francés y no tener familiares que lo reclamaran, fue uno de los primeros cadáveres en ser exhumado. El cadáver de Leroy estaba en muy buen estado de conservación después de cinco años tras su fallecimiento. El hecho comenzó a interesar a la gente que se conglomeraba en las catacumbas donde fue depositado él y las momias subsiguientes. Esto llevó a que empezaran a cobrar a la gente el derecho de observar a las momias.